# Matthew Turner
Matthew Turner (... – 1788) è stato un medico inglese, originario di Liverpool.
È considerato l'autore od il coautore del pamphlet del 1782 Answer to Dr. Priestley's Letters to a Philosophical Unbeliever, la prima opera pubblicata di dichiarato ateismo in Gran Bretagna. Turner fu anche un pioniere nell'uso dell'etere per scopi medici e vi scrisse sopra un pamphlet. Infine fu la persona che introdusse Josiah Wedgwood alla conoscenza di Thomas Bentley, un'amicizia che portò alla costituzione della società che produce le famose ceramiche.
Turner fu amico di Peter Perez Burdett e le sue conoscenze scientifiche furono utili a Joseph Wright of Derby nella creazione nel 1771 del dipinto Alchimista che scopre il fosforo.